# Cirrhipathes

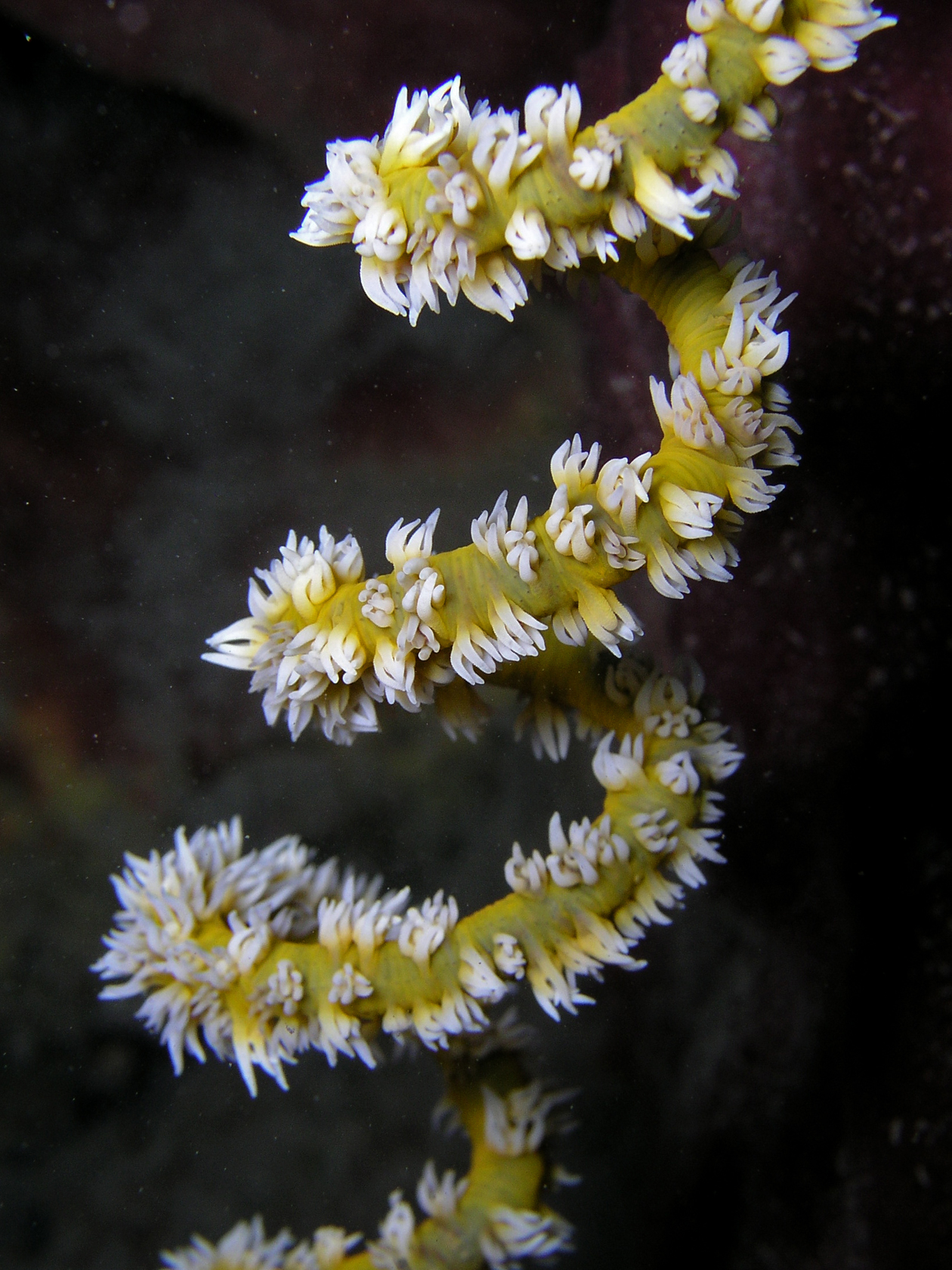

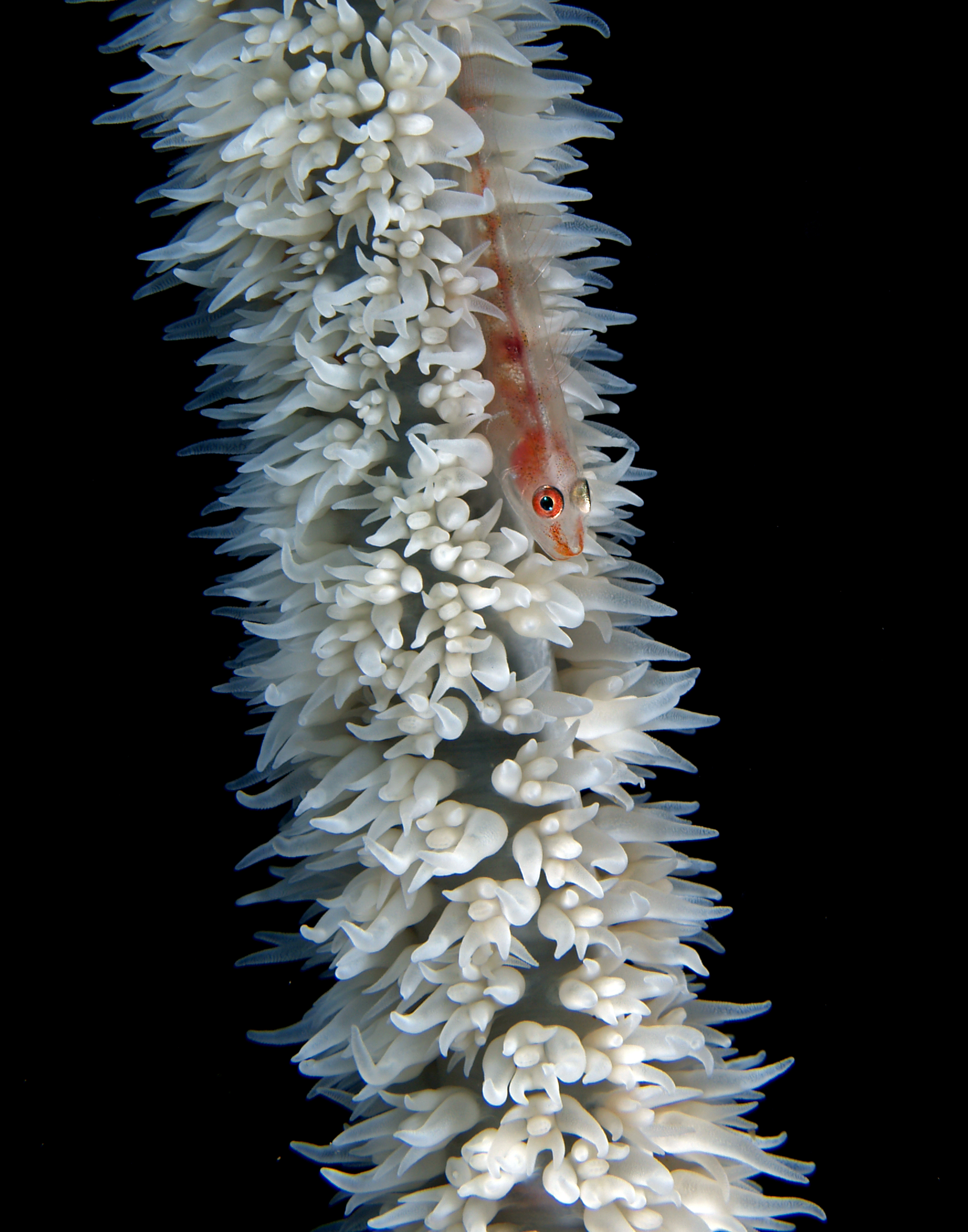
Bryaninops yongei en simbiosis con Cirrhipathes sp.

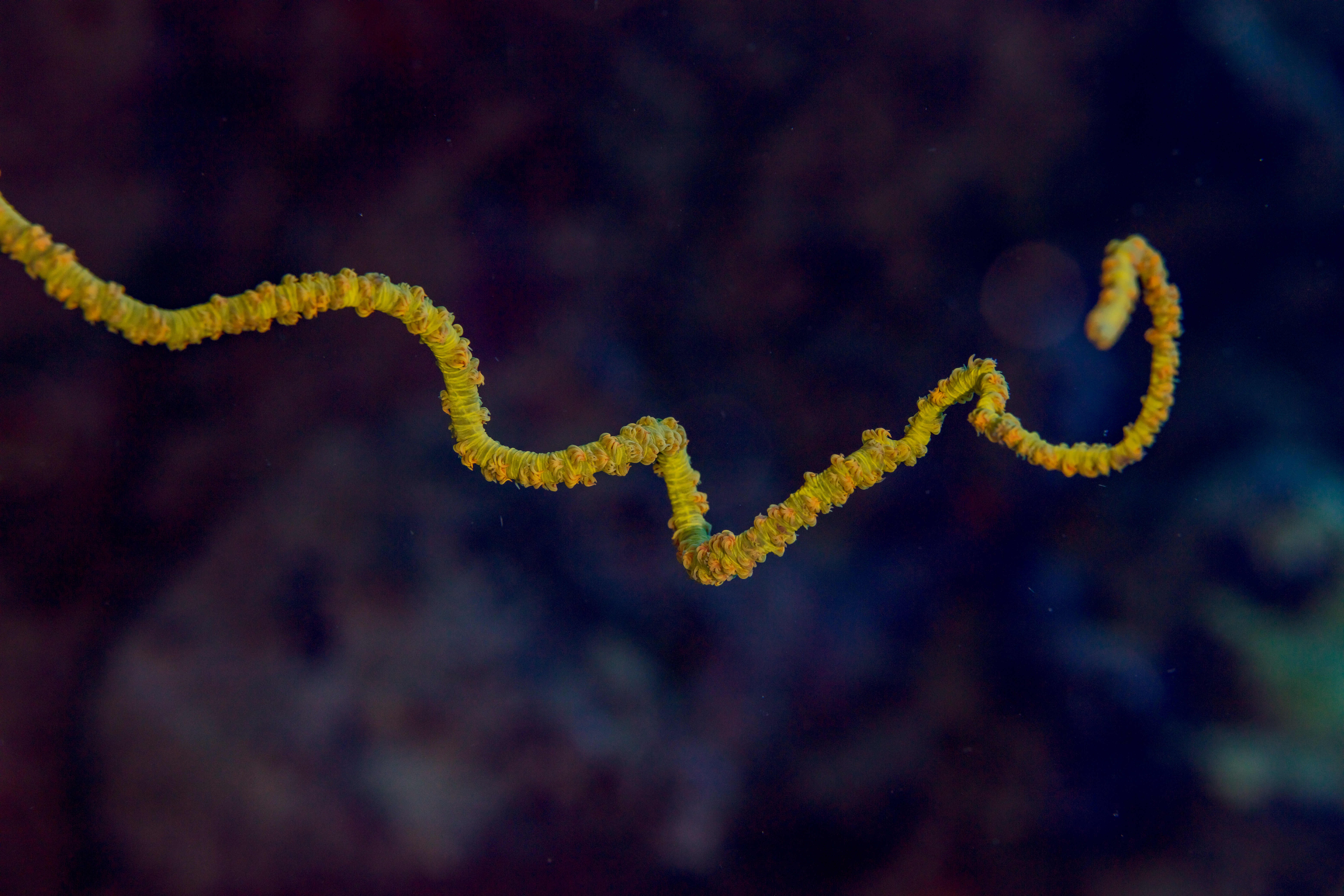
Cirrhipathes spiralis.

Cirrhipathes es un género de cnidarios antozoos de la familia Antipathidae. 
Se denominan corales negros, como todos los pertenecientes al orden Antipatharia, debido al color negro de su esqueleto. En su caso, también se denominan coral alambre, ya que sus colonias suelen adquirir la forma de un alambre en espiral.

## Especies
El Registro Mundial de Especies Marinas acepta las siguientes especies:
- Cirrhipathes anguina. (Dana, 1846)
- Cirrhipathes contorta. van Pesch, 1910
- Cirrhipathes densiflora. Silberfeld, 1909
- Cirrhipathes diversa. Brook, 1889
- Cirrhipathes flagellum. Brook, 1889
- Cirrhipathes gardineri. Cooper, 1903
- Cirrhipathes hainanensis. Zou & Zhou
- Cirrhipathes indica. Summers, 1910
- Cirrhipathes musculosa. van Pesch, 1910
- Cirrhipathes nana. van Pesch, 1910
- Cirrhipathes propinqua. Brook, 1889
- Cirrhipathes rumphii. van Pesch, 1910
- Cirrhipathes secchini. Echeverria, 2002
- Cirrhipathes sieboldi. Blainville, 1834 (nomen nudum)
- Cirrhipathes sinensis. Zou & Zhou, 1984
- Cirrhipathes spiralis. (Linnaeus, 1758)
- Cirrhipathes translucens. van Pesch, 1910

## Morfología
Este género está compuesto de antozoos coloniales sin esqueleto calcáreo, caracterizados por un esqueleto proteínico (corallum), sin ramificar, con forma de alambre, recto, contorsionado o en espiral, y anclados por su base al sustrato. El esqueleto es secretado por el tejido epitelial axial de los pólipos en capas concentrícas alrededor de un pequeño núcleo central.
Los pólipos poseen 6 tentáculos simples, 6 mesenterios (divisiones de la cavidad gastrovascular) primarios, y 0, 4 o 6 mesenterios secundarios. Solo se retraen parcialmente. Su tamaño medio es de 1.7 mm de diámetro y 3.2 mm de largo. Su coloración puede ser blanco, amarillo, verde, marrón o gris, usualmente contrastando su color con el del cenénquima, o tejido común que recubre el esqueleto de la colonia.
El número de mesenterios, y la morfología del corallum, los pólipos y las espículas calcáreas de sus tejidos, son las características taxonómicas usadas en su clasificación.
Las colonias superan los 3 m de longitud.

## Alimentación
Algunas especies poseen zooxantelas, por lo que su alimentación principal proviene de la fotosíntesis realizada por estas algas simbiontes que habitan en sus tejidos. No obstante, tanto las especies zooxanteladas, como las que no lo son, capturan presas planctónicas de un tamaño entre 1-2 mm y 1 cm, en este último caso los gusanos poliquetos, por ejemplo, que para atraparlos utilizan los tentáculos de varios pólipos.

## Hábitat y distribución
Estos corales se encuentran en las aguas tropicales y templadas de todos los océanos, entre 0 y 5.000 m, y un rango de temperaturas entre -0.41 y 28.95 °C.

## Relaciones interespecíficas

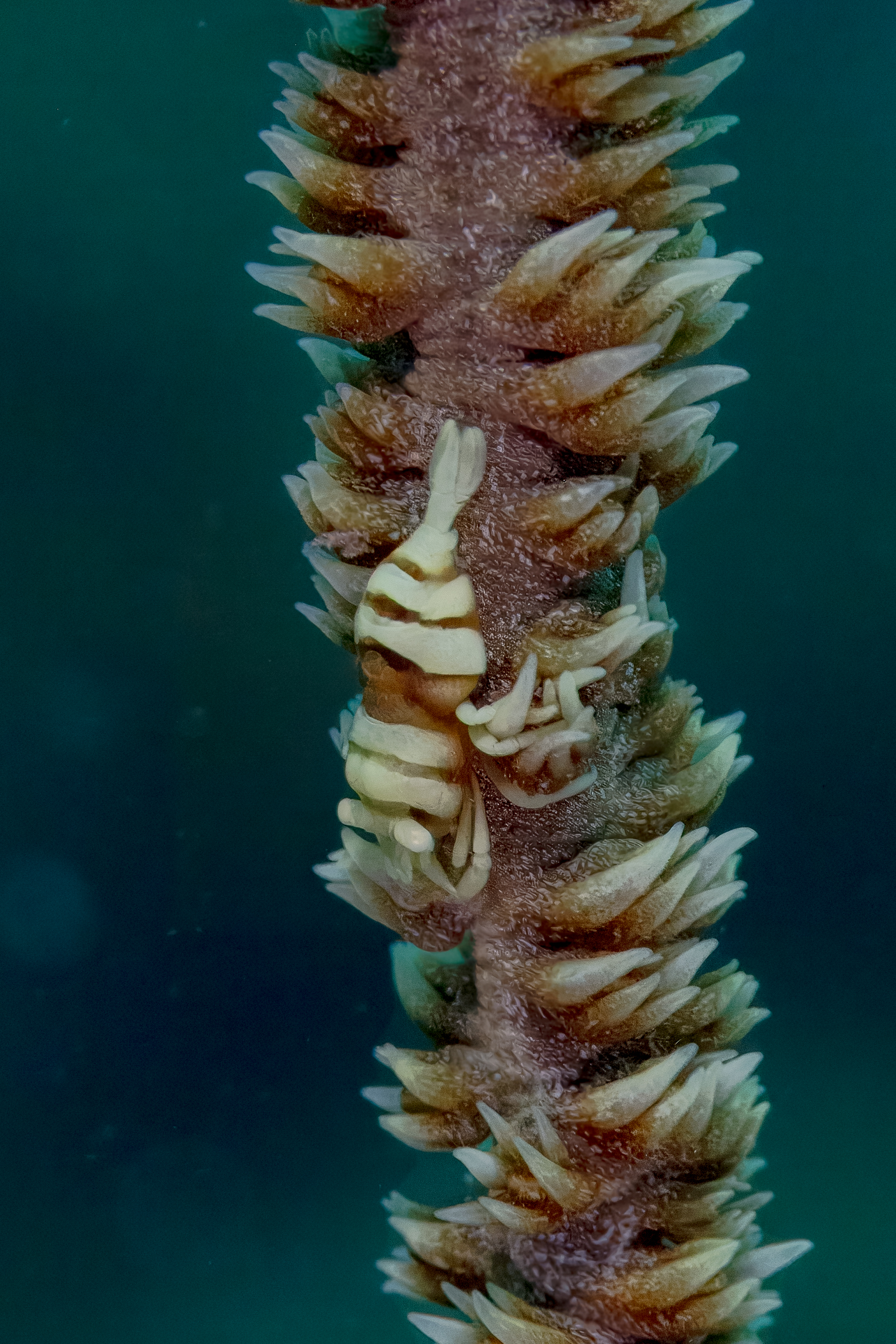
Camarón (Dasycaris zanzibarica) en un coral alhambre (Cirrhipathes spiralis).

Diversos animales viven en relación con este género de corales. Entre los filtradores, especies de Crinoidea y Ophiuroidea se sitúan en la parte terminal del axis, o eje de los Cirrhipathes. El cangrejo Xenocarcinus tuberculatus se agarra firmemente al coral y recolecta pólipos que sitúa en su caparazón, para proveerle de camuflaje; y las especies de cangrejo del género Quadrella  viven en pareja en estas colonias de coral.
Entre las gambas, Pontonides unciger y Dasycaris zanzibarica viven en asociación obligada con especies de Cirrhipathes, y adoptan un patrón común de rayas verticales sobre un fondo transparente o del tono del coral que habitan. El pez Amblyglyphidodon aureus pone sus huevos en la base de las colonias, el macho prepara el nido retirando el tejido coralino del esqueleto y la hembra deposita los huevos sobre el negro axis desnudo. Posteriormente el macho cuida y oxigena la puesta, demostrando un comportamiento agresivo con cualquier potencial predador que se aproxime. El góbido Bryaninops yongei vive en parejas sobre estos corales en asociación obligada.